# Nina Dudarova
Nina Alexandrovna Dudarova, née en 1903 à Saint-Pétersbourg et morte en 1992 à Moscou, est une poétesse gitane, enseignante, écrivaine et traductrice de la langue rom.

## Biographie
Nina Alexandrovna Dudarova, nait à Saint-Pétersbourg d'une mère chanteuse et danseuse dans une chorale gitane et d'un beau-père russe, qui élèvent Dudarova comme leur propre enfant.
Nina Alexandrovna Dudarova étudie l'enseignement et la pédagogie. Elle rejoint en 1925 la nouvelle des Tsiganes à Moscou. L'un des objectifs du syndicat est de lutter contre l'analphabétisme et de créer des écoles en langue rom. En 1926, avec un autre poète et traducteur romani Nikolai Pankov, elle est chargée de développer un alphabet pour le peuple rom.
Le travail final de Dudarova et Pankov est basé sur le dialecte russe tzigane (ru). Une grande partie de la littérature tzigane est écrite dans cet alphabet (plus de 300 livres entre 1927 et 1938). Cependant, cette influence est alors limitée à un cercle relativement étroit, principalement à Moscou et dans quelques villes de l'URSS, et prend fin en 1938, lorsque la politique officielle soviétique à l'égard des Roms change ne considérant plus qu'il s'agit d'un peuple distinct, et encourageant le peuple rom à se développer comme un élément indistinct de la société soviétique selon l'intégrationnisme. Au cours des premières années de l’Union soviétique, de nombreux manuels sont publiés sur le thème de l’éducation rom, destinés non seulement aux écoles roms, mais également à la population rom adulte analphabète. L'ouvrage de Dudarova Nevo Drom : Primer Vash Bare Manusenge a été l'un des premiers.
Dudarova et Pankov sont rédacteurs de la revue littéraire et sociale Nevo Drom et participent à la publication d'almanachs populaires dans lesquels Dudarova publie des poèmes pour enfants imprégnés d'idéologie socialiste. Pendant cette période, elle contribue égalament à la traduction des œuvres d'Alexandre Pouchkine en langue romani et dirige le club culturel et social « Loli Cheren ». Elle parcours le pays pour donner des conférences sur l'éducation, les crimes présumés des religions, l'hygiène et les droits des femmes.
Depuis les années 1930, elle enseigne la langue romani au Théâtre Romen de Moscou et travaille comme éditrice de littérature pour enfants. Après la Seconde Guerre mondiale, l'Union soviétique abandonne tous les programmes en langue romani et Dudarova perd sa popularité.